# Gryllotalpa pygmaea
Gryllotalpa pygmaea är en insektsart som beskrevs av Sigfrid Ingrisch 1990. Gryllotalpa pygmaea ingår i släktet Gryllotalpa och familjen mullvadssyrsor. Inga underarter finns listade i Catalogue of Life.